# Épectase
L’épectase est, chez les chrétiens, un progrès de l’homme vers Dieu. 
Depuis les années 1970, ce mot désigne aussi, dans un sens familier, le décès pendant l'orgasme.

## L'épectase dans la doctrine chrétienne
Le terme ἐπέκτασις / epéktasis signifie en grec classique « extension, allongement », en particulier en philologie : il désigne alors l’allongement d’une voyelle brève. Son utilisation par les auteurs chrétiens vient d’un passage de l’épître aux Philippiens (III, 13–15) de Paul de Tarse :

« Oubliant les choses qui sont derrière et tendant avec effort (ἐπεκτεινόμενος / epekteinómenos) vers celles qui sont devant, je cours droit au but pour le prix de l'appel céleste de Dieu dans le christ Jésus. »

Le mot est repris par Grégoire de Nysse, principalement dans sa Contemplation sur la vie de Moïse et dans ses Homélies sur le Cantique des cantiques chez qui le terme désigne le progrès de l’homme vers Dieu :

« L’homme qui désire voir Dieu voit celui qu’il recherche dans le fait même de toujours le suivre ; la contemplation de sa face, c’est la marche sans répit vers Lui, qui est réussie si l'on marche à la suite du Verbe. »

Jean Climaque (VIIe siècle) représente cet effort par la métaphore de l’échelle. Chez d'autres Pères grecs, le mot caractérise la béatitude des élus au Paradis, s’accroissant sans cesse et n’atteignant jamais la satiété. Dans ces sens, le mot reste employé de manière courante par les orthodoxes.

## Changement sémantique
Le sens courant « mort durant l’orgasme », mentionné comme familier, est le seul reconnu par la plupart des dictionnaires. Il est d'origine accidentelle. En 1974, le cardinal français Jean Daniélou trouve la mort dans des circonstances embarrassantes pour l’Église catholique : on trouve son corps chez une prostituée. L’Église catholique expliqua alors que le cardinal visitait fréquemment les malades et les prostituées. L'éloge funèbre du père Tilliette dans le Figaro indiquait que c’est « dans l’épectase de l'Apôtre qu’il est allé à la rencontre du Dieu Vivant ». Daniélou a en effet abondamment commenté la notion d'épectase dans son ouvrage sur Grégoire de Nysse, Platonisme et théologie mystique, en 1944. Ce terme était d’ailleurs tellement associé à Jean Daniélou pour ses confrères que le volume d'études universitaires écrit en son honneur a été publié sous le titre Epektasis. Le Canard enchaîné, peu convaincu, plaisante sur le mot, lui donnant ainsi cette seconde signification qu’il n’avait pas au départ,.